# قطعنامه ۱۶۴۱ شورای امنیت
قطعنامه ۱۶۴۱ شورای امنیت سازمان ملل متحد که در تاریخ ۳۰ نوامبر ۲۰۰۵ تصویب شد، سندی بین‌المللی دربارهٔ بررسی وضعیت در بوروندی است. این قطعنامه طی نشست ۵۳۱۱ام با ۱۵ رای موافق، ۰ مخالف و ۰ ممتنع تصویب شد.